# STS–135
Az STS–135 jelű küldetés az amerikai űrrepülőgép-program 135., a Atlantis űrrepülőgép 33., egyben utolsó repülése. A NASA 166. emberes űrrepülése. A 37. űrrepülőgép küldetés az ISS-re. A Space Shuttle utolsó repülése volt.

## Küldetés
Önálló repülésként eredetileg nem szerepelt a NASA tervei között, de a szenátus végül megadta a szükséges anyagi fedezetet.

## Jellemzői
A beépített kanadai Canadarm (RMS) manipulátor kart 50 méter kinyúlást biztosított (műholdak indítás/elfogása, külső munkák [kutatás, szerelések], hővédőpajzs külső ellenőrzése) a műszaki szolgálat teljesítéséhez. Az Orbiter Boom Sensor System (OBSS) rendszerrel újabb 15 méterrel meghosszabbították a manipulátor kinyúlási távolságát. Kötelező jelleggel, biztonsági követelmény alapján megvizsgálták az űrrepülőgép külső felületét.

### Mentő stratégia
Az Atlantis űrsikló négyfős, tapasztalt legénysége a legkisebb létszámú expedíció a Challenger az STS–6 repülése óta. Mivel már nem volt másik űrrepülőgép, amely veszély esetén mentőjárműként szolgálhatott volna, a legénységet ellátták orosz szkafanderekkel is, ha netán Szojuzokkal kellett volna visszatérniük.

## Személyzet
(Zárójelben a repülések száma az STS–135 küldetéssel együtt.)
- Christopher John Ferguson  (3) - parancsnok
- Douglas Gerald Hurley  (2) - pilóta
- Sandra Hall Magnus  (3) - küldetésspecialista
- Rex Joseph Walheim  (3) - küldetésspecialista

## Első nap
2011. július 8-án a szilárd hajtóanyagú gyorsítórakéták, Solid Rocket Booster(SRB) segítségével Floridából, a Cape Canaveral (KSC) Kennedy Űrközpontból, a LC39–A (LC–Launch Complex) jelű indítóállványról emelkedett a magasba. Az orbitális pályája 91,6 perces, 51,6 fokos hajlásszögű, elliptikus pálya perigeuma 225 kilométer, az apogeuma 360 kilométer volt. Felszálló tömeg indításkor 122 700 kilogramm, leszálló tömeg 102 682 kilogramm. Szállított hasznos teher 12 890 kilogramm.

## Hasznos teher
1. A Raffaello Multi-Purpose Logistics Module (MPLM) segítségével – több mint 8000 kilogramm – logisztikai árút (víz, élelmiszer, ruházat, személyes tárgyak, orvosi- eszközök, berendezések, kutatási- kísérleti anyagok és eszközök) szállítottak az űrállomásra. A szállított árúval egy évre biztosították az űrhajósok életfeltételét.
2. Lightweight Multi-Purpose Carrier (LMC) – egy könnyű, többcélú támogató platform.
3. Visszafelé bepakolták a csomagoló anyagokat, kutatási eredményeket, a szemetet. A visszahozott rakomány része a Pille nevű, magyar fejlesztésű dózisméter.

A Pillét sikeresen használták a Miren, ezért módosított változata az ISS-re is felkerült: a Destiny modul laboratóriumát szolgálta. „Azt kívánták vele mérni, hogy a biológiai kísérletek során a céltárgyak mekkora dózist szenvednek el. A műszert az STS–102 Discovery űrrepülőgép 2001. március 8-án vitte fel a Nemzetközi Űrállomásra. Hamarosan működésbe is lépett: az ESA DOSMAP kísérletének keretében James Shelton Voss amerikai űrhajós négy és fél hónapon keresztül több mint 1700 sikeres fedélzeti mérést hajtott vele végre.

### Műhold
A tehertérben rögzített kísérleti technikai műholdat az űrrepülőgép pályára állítását követő raktérajtó nyitása után július 20-án egy rúgós szerkezet segítségével pályairányba állították. A műhold pályairányba állítását követően az űrrepülőgép 13-16 kilométerre eltávolodott.

### PSSC
Kísérleti technológiai, miniatürizált műhold. Gyártotta a Aerospace Corporation együttműködve a NASA Lyndon B. Johnson Űrközponttal (JSC), üzemeltette az Amerikai Egyesült Államok Légierejének Research Laboratory-uma (AFRL).
Megnevezései:PSSC–2; PSSC–2 (2011-031B); Pico-Satellite Solar Cell (PSSC–2). 
Kódszáma: 37752
Háromtengelyesen stabilizált, alkalmazkodó (adaptív) kommunikációs rendszer, energia ellátását teszt napenergia cellák biztosították. Pályamódosításokhoz (pályaelemtartás) szilárd hajtóanyagot, ammónium-perklorátot, szilárd rakéta motort alkalmaztak. Formája négyoldalú prizma, mérete 128 × 128 × 255 milliméter. Tömege 57, hasznos tömege 3,7 kilogramm. Az orbitális egység pályája 92,02 perces, 51,64 fokos hajlásszögű, elliptikus pálya perigeuma 365 kilométer, az apogeuma 382 kilométer volt.
Feladata
- elősegíteni a földi állomások (katonai, polgári) kalibrálását,
- Compact Total Electron Content Sensor (CTECS) – az ionoszféra elektron sűrűségének mérése,
- Global Positioning System (GPS) – a napfogyatkozás hatásának mérése a jelerősség változásában.

2011. december 8-án 152 nap (0,42 év) után belépett a légkörbe és megsemmisült.
Előző műhold a PSSC–1, a követő műhold a PSSC–2.

## Tizenkettedik nap
A dokkolás megszűnésével az űrrepülőgép lassú sodródása következett, 450 méter távolságban indították a főmotorokat.
2011. július 21-én a Kennedy Űrközponton (KSC), kiinduló bázisán szállt le. Összesen 12 napot, 18 órát, 28 percet és 50 másodpercet töltött a világűrben. 8 505 161 kilométert (5 284 862 mérföldet) repült, 200 alkalommal kerülte meg a Földet. Egy különlegesen kialakított Boeing 747 tetején visszatért kiinduló bázisára. Az Atlantis a visszatérése után a Kennedy Űrközpont múzeumába került.